# Земская почта Сорокского уезда
Земская почта Сорокского уезда Бессарабской губернии существовала с 1877 по 1918 год. В Сорокском уезде в почтовом обращении употреблялись собственные земские почтовые марки, цельные вещи и почтовые штемпели.

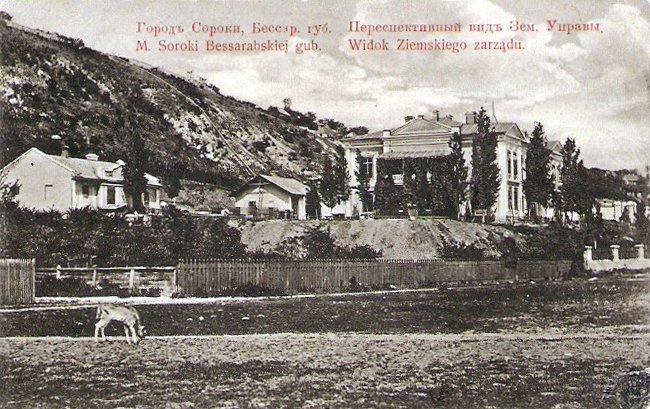
Сороки. Вид на земскую управу (почтовая карточка Российской империи)

## История почты
К 1877 году территория Сорокского уезда обслуживалась тремя учреждениями государственной почты: в городе Сороки, местечке Атаки (ныне город Отачь) и селе Старые Каинары.
20 октября 1877 года постановлением земской управы, принятом на основании решения земского собрания от 12 октября того же года, на территории Сорокского уезда была организована земская управная почта для пересылки частной и официальной корреспонденции по уезду по образцу Оргеевской земской почты.
26 марта 1879 года управа постановила:
Движение почты открыть с пятого числа будущего апреля месяца по установленным расписаниям для двух трактов — северного и южного…
Первым земским почтмейстером был назначен дворянин Н. Крыжановский с содержанием 400 рублей в год. Земскими почтальонами с 1 апреля 1879 года были утверждены: почётный гражданин Г. Дубинский, мещанин П. Ботезата, отставной писарь И. Дуванов, крестьянин Н. Валян с годовым окладом в 150 рублей каждому.
5 апреля 1879 года было открыто движение земской почты по двум равновеликим трактам в южном и северном направлениях уезда. В тот же день в почтовое обращение были выпущены земские марки и маркированные почтовые конверты.
Почта отправлялась из Сорок по расписанию два раза в неделю — в понедельник и четверг. По северному тракту проходила 181 версту, охватывая 16 населённых пунктов: Бадичаны, Телешовка, Арионешты, Атаки, Климоуцы, Корбуль, Цауль, Тырнова, Бричево, Мендик, Шуры, Надушита, Петрены, Изворы, Кейнарь-Векь, Околина. По южному тракту проходила 190 вёрст, охватывая 15 населённых пунктов: Солонец, Телемеуцы, Васкауцы, Кучурешты, Рашков, Кобыльня, Котюжаны, Тарбуцканы, Чутулешты, Пепены, Драгонешты, Гура-Кейнарь, Флорешты, Изворы, Кейнарь-Век, Околина. В селе Изворы почтальоны обоих трактов встречались и прибывали в город Сороки на третий день после выезда.
С января 1884 года земская почта начала доставку заказной корреспонденции по уезду без использования земских марок, но взимая 6 копеек с лота при вручении корреспонденции адресату.
28 сентября 1900 года земское собрание, заслушав отчёт управы о работе почты и ввиду заявления многих членов управы о прекращении оплаты частной корреспонденции почтовыми марками как обременительной для населения и приносящей незначительный доход, поручило управе разработать возможные упрощения способа рассылки корреспонденции. 30 сентября 1901 года управа постановила:
…сохранив при земской почтовой конторе и прежний штат служащих, и прежнюю сумму расходов, прекратить взимание платы за доставку частной корреспонденции и развозить эту корреспонденцию вместо двух — три раза в неделю…
С этого времени, вплоть до 1909 года, почтовые отправления по земской почте доставлялись без использования почтовых марок.
30 сентября 1909 года управа постановила «возобновить земские почтовые марки для открыток в 3 копейки и для закрытых писем в 5 копеек и возбудить для этого соответствующее ходатайство». Ввиду того, что в земской почтовой конторе сохранились марки прежнего образца в 3 копейки, управа, не возбуждая ходатайства о разрешении издания новых марок, снова ввела в употребление почтовые марки старого образца. Однако и этот опыт дал отрицательные результаты, поэтому постановлением от 29 сентября 1910 года управа высказалась за отмену применения земских почтовых марок.
Бесплатная доставка в уезд и из уезда писем и бандеролей, газет и журналов, посылок и денежных переводов по трактам земской почты в Сорокском уезде продолжалась до 1918 года.

## Выпуски марок

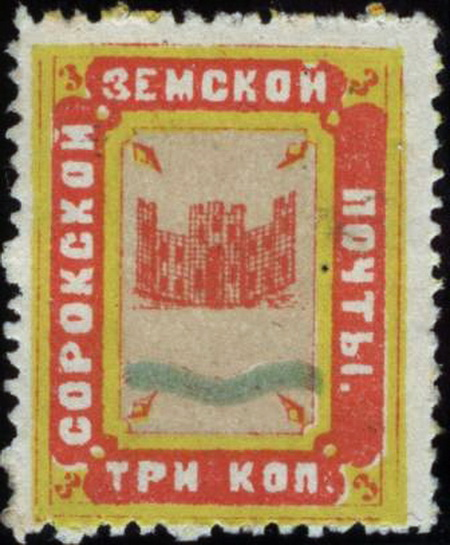
Марка 1880 года

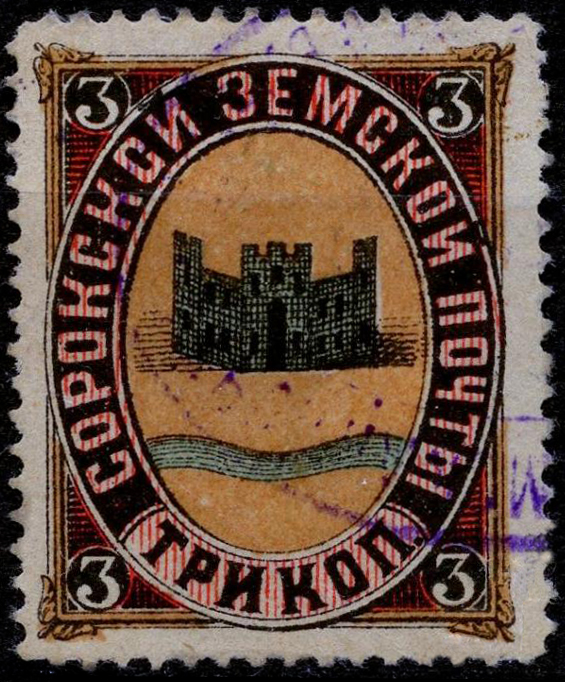
Марка 1892 года

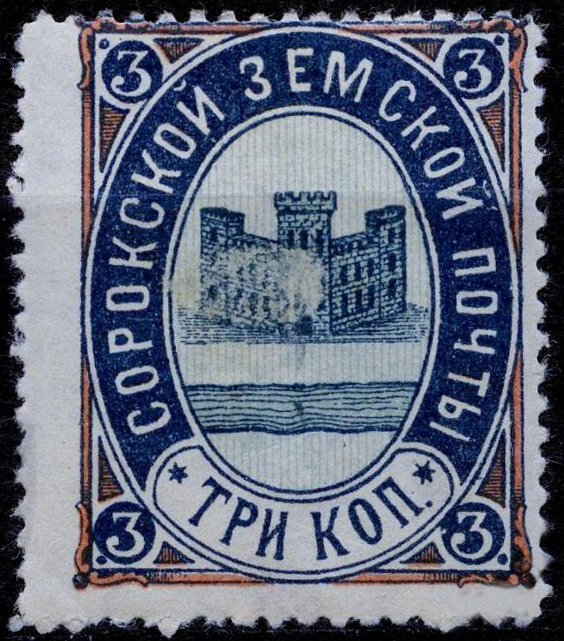
Марка 1898 года

Марки для земской почты Сорокского уезда начали печатать с 1878 года в одесской типографии А. Шульце. На них была изображена Сорокская крепость, расположенная над берегом Днестра, также изображённого под крепостью. Первый выпуск в дальнейшем повторно издавался в 1879, 1880 и 1883 годах с многочисленными отличиями в деталях рисунка внешней и внутренней рамки марки, её окраске, зубцовке, на различных типах бумаги, с многочисленными типографскими дефектами и разновидностями.
В 1885 году земская управа заказала в одесской типолитографии А. Шульце новый образец почтовой марки. На них во внутреннем овале были изображена гербоподобная композиция: на жёлтом фоне над синей рекой крепость с башнями. Этот тип марки переиздавался трижды в 1887, 1892 и 1898 годах с многочисленными отличиями.

## Цельные вещи
Первые цельные вещи — маркированные (штемпельные) конверты — Сорокской земской почтовой конторы также были отпечатаны в одесской типографии А. Шульце тиражом 5000 экземпляров. Стоимость конверта составляла 4 копейки — 3 копейки за пересылку и 1 копейка за конверт. Повторный выпуск маркированного конверта был осуществлён в 1892 году.
В документах Сорокской уездной управы упоминается о продаже штемпельных конвертов земской почты коллекционерам (по заказам последних).

## Почтовые штемпели
Вся корреспонденция, проходившая через земскую почту, обрабатывалась в Сорокской земской почтовой конторе специальными штемпелями. Первый из них был изготовлен 22 февраля 1879 года резчиком печатей из Кишинёва Б. Рубинштейном. Штемпель представлял собой двойной круг диаметром 30 мм с текстом внутри: «Сорокской земской почты», в середине круга — дата на трёх строках, в нижней части штемпеля — две еловые ветки. Использовались различные цвета мастики: серый, тёмно-серый, серовато-зелёный, фиолетовый, чёрный.
В 1885 году, в связи с выходом земской почтовой марки нового образца, почтовая контора стала использовать новый почтовый штемпель. Он представлял собой двойной овал размером 39 × 24 мм с текстом внутри «Сорокская земская» и «Почтовая контора», между которым были помещены шестиугольные звёздочки, в середине штемпеля дата в одну строку. Применялась чёрная, тёмно-серая и синяя мастика.
По всей видимости, в том же году были введены именные штемпели волостных почтовых отделений. Они представляли собой двойной овал размером 40 × 27 мм, с текстом внутри «Сорокская земская почта» и наименование волостного почтового отделения. В середине штемпеля — дата в одну строку, по бокам овала — пятиконечные звёздочки. Применялась фиолетовая, чёрная и серо-синяя мастика. До введения штемпелей марки на почтовых отправлениях в волостях гасились крестообразным перечёркиванием.
С изъятием в сентябре 1901 года из почтового обращения земских почтовых марок была прекращена обработка корреспонденции почтовыми штемпелями.

## Память
В 1999 году почта Молдавии выпустила почтовую карточку с оригинальной маркой к 120-летию марок Сорокской земской почты. На карточке были изображены почтовый дилижанс и почтовые тракты Сорокского земства, а на марке — почтовая марка Сорокской земской почты образца 1898 года. Автором идеи дизайна карточки и инициатором её выпуска был исследователь земских почт Бессарабской губернии Владимир Бабич.